# Benzylalcohol
Benzylalcohol is een organische verbinding met als brutoformule C7H8O. De benzylgroep wordt vaak afgekort tot Bn, zodat BnOH een korte schrijfwijze wordt voor benzylalcohol. Benzylalcohol is een kleurloze vloeistof met een zwakke aromatische geur. De stof is een natuurlijk bestanddeel van verschillende etherische oliën, waaronder ylang-ylang-olie en absolues van jasmijn en hyacint. Benzylalcohol is door zijn polariteit ook een geschikt oplosmiddel voor uiteenlopende verbindingen. Verder heeft de stof een lage dampspanning en is het nauwelijks toxisch.
Benzylalcohol is matig oplosbaar in water, maar in alle verhoudingen mengbaar met andere alcoholen en di-ethylether. Benzylalcohol vormt een azeotroop met water: een mengsel met 9 gewichtsprocent benzylalcohol kookt bij 99,9 °C.
Zoals alle alcoholen reageert ook benzylalcohol met carbonzuren onder vorming van esters.

## Synthese
De industriële bereiding is gebaseerd op de hydrolyse van benzylchloride onder invloed van natriumhydroxide:
{\displaystyle \mathrm {C_{7}H_{7}Cl\ +\ NaOH\longrightarrow \ C_{7}H_{8}O\ +\ NaCl} }
Een alternatieve methode verloopt via de Grignardreactie van fenylmagnesiumchloride met formaldehyde, gevolgd door aanzuren met verdund zoutzuur:
{\displaystyle \mathrm {C_{6}H_{5}MgCl\ +\ CH_{2}O\longrightarrow \ C_{7}H_{7}OMgCl} }
{\displaystyle \mathrm {C_{7}H_{7}OMgCl\ +\ HCl\longrightarrow \ C_{7}H_{8}O\ +\ MgCl_{2}} }

## Toepassingen

### Algemeen
Benzylalcohol wordt algemeen toegepast als oplosmiddel in inkt, verf, lak en epoxyharsen. Daarnaast wordt het zowel zuiver als veresterd gebruikt als geur- en smaakstof in bijvoorbeeld zeep, parfum en levensmiddelen. Ook bij de bereiding van een aantal medicijnen wordt benzylalcohol toegepast. De stof heeft bacteriostatische en lokaalanesthetische eigenschappen en bevordert soms de oplosbaarheid van het toe te dienen medicijn. Het wordt als ontwikkelaar in de fotografie gebruikt.

### Organische synthese
In de organische chemie is de benzylester een populaire beschermende groep omdat de ester makkelijk verwijderd kan worden.
Benzylalcohol reageert met acrylonitril en geeft dan N-benzylacrylamide. Dit is een voorbeeld van de Ritter-reactie:
{\displaystyle {\ce {C7H8O + C3H3N -> C10H11NO}}}

### Toepassingen in de nanotechnologie
Benzylalcohol is gebruikt als diëlektrisch oplosmiddel voor diëlektroforetische herschikking van nanobedrading.

## Toxicologie en veiligheid
Benzylalcohol wordt gebruikt als bacteriostatisch conserveermiddel in (niet voor jonge kinderen geschikte) geneesmiddelen. Daarnaast zijn een aantal toxische effecten bekend waaronder ademhalingsproblemen, vaatverwijdende werking, lage bloeddruk, kramp en verlammingsverschijnselen. In minstens 16 gevallen wordt een relatie gelegd tussen het gebruik van benzylalcohol als conserveermiddel in fysiologische zout-oplossingen en het overlijden van pasgeboren baby's. Tegenwoordig worden voor kinderen conserveermiddelvrije oplossingen gebruikt.
Benzylalcohol dient vermeden te worden door mensen met een allergie voor parfums.